# Joan av Wales
Joan av Wales, född 1191, död 2 februari 1237, var en furstinna av Wales, gift med Llywelyn den store, furste av Wales och Gwynedd. Hon var utomäktenskaplig dotter till kung Johan I av England och en okänd mor. 

## Biografi
Joans mor är okänd; i ett dokument kallas hon "Regina Clementina". Joan tycks ha vuxit upp i Frankrike. I december 1203 fördes hon från Frankrike till England för sitt bröllop med Llywelyn den store, som ägde rum före oktober 1204. Paret bosatte sig i Trefriw, där maken uppförde kyrkan till hennes ära, och hade minst två och kanske fyra barn. Som gift fick hon formellt titeln "Dam av Wales". År 1226 förklarades Joan för legitim genom påvlig dispens med förklaringen att båda hennes föräldrar hade varit ogifta vid tiden för hennes födelse. Hon uteslöts dock från arvsrätten till Englands tron. 
År 1230 ertappades Joan då hon hade samlag med den engelsk adelsmannen William de Braose, som just då var makens gisslan. Braose avrättades som straff, medan Joan placerades i husarrest till året därpå, då hon officiellt förläts av maken. Joan ska ha varit uppriktigt omtyckt av maken; vid hennes död sörjde han henne och lät uppföra ett kloster till hennes ära.